# ابتسار فيزيولوجي
الابتسار الفيزيولوجي مصطلح يشير إلى حقيقة أنه مقارنة بمعظم الحيوانات، يولد الإنسان في حالة بيولوجية مبتسرة «سابقة لأوانها». وعلى الرغم من أن الأعضاء الحسية للإنسان فضلًا عن الأنظمة الهيكلية والعضلية لديه تتطور إلى حد كبير قبل الولادة، فإن الأطفال عند الولادة يتسمون بالعجز التام ويلزمهم رعاية مكثفة. ويأتي هذا على النقيض من نضج غيره من الثدييات الأعلى عند الولادة (مثل الفيلة والخيل).
ووفقًا لما ذكره عالم الأحياء السويسري أدولف بورتمان (Adolf Portmann)، فإن الابتسار الفيزيولوجي سمة من سمات البشر لأنهم يولدون مبكرًا، كما أن معظم عمليات النمو لا تحدث بمعزل عن البيئة الاجتماعية الثقافية، ولكنها جزء لا يتجزأ منها. ونظرًا لاعتمادهم الكامل على الآخرين، يصبح البشر مذعنين على وجه الخصوص للتفاعلات الاجتماعية وظروفهم البيئية، والذي يكون، وفقًا لبورتمان، شرطًا مسبقًا للتعلم الثقافي والفكري.
(بالألمانية)